# Non c'è due... senza tre
Non c'è due… senza tre (The Bride Wore Boots) è un film del 1946 diretto da Irving Pichel.